# User Defined Function
Eine benutzerdefinierte Funktion (englisch user-defined function, Abkürzung UDF) in einer Programmierumgebung bezeichnet eine Funktion, die der Anwender selbst erstellen und in seine Projekte einbinden kann. Sie erfüllt eine Aufgabe wie ein Makro, wird jedoch über einen Funktionsaufruf realisiert. Benutzerdefinierte Funktionen sind in allgemeinen Programmiersprachen wie Visual Objects, Skriptsprachen wie PHP, spezieller Makrosoftware wie AutoIt und in Datenbanksprachen wie SQL und Firebird verfügbar.
Die Syntax einer benutzerdefinierten Funktion muss der Syntax der zugrundeliegenden Programmiersprache entsprechen, wobei vordefinierte Standardfunktionen und andere benutzerdefinierte Funktionen in der Definition verwendet werden können. Eine benutzerdefinierte Funktion muss genau einen Rückgabewert liefern.  
Im Gegensatz zu einer gespeicherten Prozedur kann eine benutzerdefinierte Funktion nicht als Programm gestartet werden.

## Beispiele

### Skalare benutzerdefinierte Funktion in SQL
Der folgenden skalaren benutzerdefinierten Funktion wird der Fremdschlüssel @PersNr der Person vom Datentyp Integer übergeben. Die Funktion gibt die kleinste Vorlesungsnummer für diese Person zurück.
```
CREATE
 
FUNCTION
 
GibMinVorlesungsnummer
(
@
PersNr
 
INT
)

RETURNS
 
INT

AS

RETURN

AS

(

    
RETURN

    
SELECT
 
MIN
(
VorlNr
)

    
FROM
 
Vorlesung

    
WHERE
 
PersNr
 
=
 
@
PersNr

);

```

Nachdem diese benutzerdefinierte Funktion in der Datenbank gespeichert ist, kann sie innerhalb einer SQL-Abfrage verwendet werden. Die Abfrage
```
SELECT
 
Professor
.
PersNr
,
 
Professor
.
Name
,
 
GibMinVorlesungsnummer
(
PersNr
)
 
AS
 
MinVorlNr
,

    
(
SELECT
 
Titel

    
FROM
 
Vorlesung

    
WHERE
 
VorlNr
 
=
 
GibMinVorlesungsnummer
(
PersNr
)

    
)
 
AS
 
Titel

FROM
 
Professor
;

```

könnte folgende Tabelle als Ergebnis zurückgeben:
| PersNr | Name     | MinVorlNr | Titel                 |
| ------ | -------- | --------- | --------------------- |
| 12     | Wirth    | 1000      | Softwareentwicklung 1 |
| 15     | Tesla    | 1001      | Datenbanken           |
| 20     | Urlauber | 1200      | Netzwerke 1           |

### External Table Function („externe Tabellenfunktion“) in SQL
In dieser Variante wird genau eine unbenannte SQL-Tabelle als Rückgabewert geliefert. Sie kann innerhalb einer SQL-Anweisung überall dort stehen, wo auch eine SQL-Tabelle stehen kann. Auf SQL-Ebene wird ein Kontrolleintrag definiert, der auf ein externes Programm verweist. Das Datenbanksystem unterstützt in der Regel mehrere Programmiersprachen, in denen das Programm geschrieben werden kann.

Die folgende benutzerdefinierte Funktion in SQL hat zwei Parameter @VorlNr, @PersNr vom Datentyp Integer:
```
CREATE
 
FUNCTION
 
GibVorlesungen
(
@
VorlNr
 
INT
,
 
@
PersNr
 
INT
)

RETURNS
 
TABLE

AS

RETURN

AS

(

    
SELECT
 
Vorlesung
.
VorlNr
,
 
Vorlesung
.
Titel
,
 
Professor
.
PersNr
,
 
Professor
.
Name

    
FROM
 
Professor
 
INNER
 
JOIN
 
Vorlesung

    
ON
 
Professor
.
PersNr
 
=
 
Vorlesung
.
PersNr

    
WHERE
 
VorlNr
 
=
 
@
VorlNr
 
AND
 
PersNr
 
=
 
@
PersNr

);

```

Die Abfrage
```
SELECT
 
*
 
FROM
 
GibVorlesungen
(
1001
,
 
15
);

```

könnte folgendes Ergebnis zurückgeben (siehe SQL - Sicht):
| VorlNr | Titel       | PersNr | Name     |
| ------ | ----------- | ------ | -------- |
| 1001   | Datenbanken | 15     | Urlauber |